# (199900) Brunoganz
(199900) Brunoganz ist ein im mittleren Hauptgürtel gelegener Asteroid. Der Himmelskörper wurde vom italienischen Amateurastronomen Vincenzo Silvano Casulli am 8. April 2007 am Observatorium im Ortsteil Vallemare (IAU-Code A55) der Gemeinde Borbona in der Provinz Rieti entdeckt.
Der Asteroid wurde am 8. April 2007 nach dem Schweizer Schauspieler Bruno Ganz (1941–2019) benannt.